# Unternehmensführung
Unternehmensführung bezeichnet in der Betriebswirtschaftslehre einerseits die von Personen ausgeübte Funktion zur Leitung eines Unternehmens (Synonym: Unternehmensleitung oder Management) und andererseits die Tätigkeit des Führens (eine Substantivierung des Verbs führen). Unternehmensführung kann institutionell, funktional und prozessual interpretiert werden.
Der Begriff Führung kommt in zahlreichen Wissenschaften vor. In den Sozialwissenschaften bezeichnet dieser Begriff „planende, koordinierende und kontrollierende Tätigkeiten in Gruppen und Organisationen“ (englisch leadership). Ein wichtiger Teilbereich der Führung sind die Menschenführung und Personalführung. Der Begriff der Leitung wird teils synonym verwendet, bezieht sich aber häufiger auf die Disposition von Sachen.
Führung kann man definieren als die „direkte und indirekte Verhaltensbeeinflussung zur Realisierung von Zielen,“ die sich aus übergeordneten Zielen einer Organisation, des Unternehmens und den Erwartungen der Stakeholder ableiten. Die direkte Einflussnahme erfolgt durch die persönliche Beziehung von Führungspersonen und Geführten; Strukturen wie zum Beispiel Anreiz-, Planungs- und Kennzahlensysteme können einen indirekten Einfluss auf das Verhalten ausüben.
Die Unternehmensführung gehört in der Betriebswirtschaftslehre als dispositiver Faktor seit Erich Gutenberg zu den Produktionsfaktoren.

## Aufgaben
Zu den typischen Hauptführungsaufgaben der Unternehmensführung gehören:
- die strategische Unternehmensplanung; Festlegung der langfristigen Rahmenkonzeption für die strategischen Geschäftsfelder;
- die Konzeption, Einführung und Pflege wesentlicher leistungsfähiger Systemstrukturen, z. B. Planungssystem, Kontrollsystem, Organisationssystem;
- die Festlegung von Unternehmenszielen;
- konstitutive Entscheidungen (wie Unternehmensgründung, Rechtsformwahl, Standortwahl, Unternehmenskauf, Unternehmenszusammenschluss, Outsourcing, Börsengang) sind nicht delegierbar; delegiert werden an untere Management-Ebenen operative Entscheidungen.

Gegenstand der Lehre von der Unternehmensführung (vgl. Managementlehre) ist die Gestaltung von Organisationen im Sinne von zweckgerichteten sozialen Systemen.
Führung von Unternehmen im institutionellen Sinn bezeichnet das Gremium, die Person oder Personengruppe, die legitimiert ist, die Organisation zu führen, während der Begriff Unternehmensführung im funktionalen Sinn für die damit verbundenen Aufgaben steht (z. B. strategische Planung, Organisationsgestaltung). Im prozessualen Sinn kann Unternehmensführung als ein Bündel von Führungsprozessen wie z. B. Entwicklung von Zielsetzungen und Controlling der Zielerreichung angesehen werden.
Unternehmensführung – im prozessualen, funktionalen wie im institutionellen Sinn – hat mit Wirksamkeit, Systematisierung, Professionalisierung, zielgerichteter Steuerung, effizientem und ökonomischem Handeln zu tun. Aufgabe eines Managers ist die Planung, Durchführung, Kontrolle und Steuerung von Maßnahmen zum Wohl des Zweckes der Organisation bzw. des Unternehmens und aller daran Beteiligten (Anspruchsgruppen = Stakeholder) unter Einsatz der ihm zur Verfügung stehenden betrieblichen Ressourcen.
Aus Sicht der Sozialpsychologie umfasst der Begriff der Unternehmensführung immer drei Aspekte: Gruppe, Ziel und Einfluss (Bryman, 1992). Danach ist Führung die zielbezogene Einflussnahme auf andere (Rosenstiel, 1988). Die Psychologie unterscheidet zwei Arten von Führung: Führung durch Strukturen oder Führung durch Menschen. Die Begriffe Führung und Management werden häufig synonym verwendet, jedoch immer häufiger genutzt, um werkzeugbasierte bzw. -dominierte Verwaltungsaufgaben (Management) von der Führung von Menschen abzugrenzen.
Die gesetzlichen und anderen regulativen Rahmenbedingungen der Unternehmensführung sind in der Corporate Governance festgehalten.
Als grundsätzliche Planungszeiträume werden die kurzfristige, mittelfristige oder langfristige Unternehmensplanung unterschieden: Die kurzfristige Planung umfasst ein Jahr oder weniger, die Mittelfristplanung bezieht sich in der Regel auf eine Zeitspanne von ein bis fünf Jahren, langfristige Planung umfasst einen Zeitraum von mehr als fünf Jahren.
Strategische Führung ist tendenziell langfristig ausgerichtet und kann wegen einer relativ großen Unbestimmtheit der verfügbaren Informationen lediglich die grobe Gesamtplanung des Unternehmens zum Inhalt haben. Sie stellt das Bindeglied zwischen der übergeordneten Unternehmensphilosophie und der nichtstrategischen Führung dar.
Während die Zielgröße der strategischen Unternehmensführung der Aufbau neuer Erfolgspotentiale sowie den Erhalt bestehender ist, steht die unmittelbare Erfolgserzielung mit Hilfe der bestehenden Erfolgsfaktoren und die Umsetzung der festgelegten Unternehmensstrategie im Mittelpunkt der nichtstrategischen Unternehmensführung. Mit ihr erfolgt die kurzfristige Festlegung der Programme, Tätigkeiten und benötigten Mittel für die verschiedenen Bereiche im Detail. Die hiermit verbundene Zunahme der Exaktheit der zur Verfügung stehenden Informationen führt zu einer stärkeren Differenzierung der getätigten Pläne.

## Umweltorientierter Ansatz
Fragen der Umwelt und des Umweltschutzes stehen in zunehmendem Maße im Brennpunkt des Geschehens. Bei vielen Menschen setzt sich die Erkenntnis durch, dass die natürlichen Lebensgrundlagen durch das Festhalten an den alten Rationalisierungs- und Handlungsmustern gefährdet werden. Wegweisend waren in der Öffentlichkeit zum Beispiel die Bücher von E. F. Schumacher, auch wenn dieser in der Fachwelt zunächst so nicht rezipiert wurde. Dagegen fand Hans Christoph Binswanger eher Anklang, während Niko Paech umstritten ist. In diesem Zusammenhang wird vor allem die Bedeutung der Unternehmensführung diskutiert. Wesentliche Anregungen lieferte das Eco Management and Audit Scheme, kurz auch EMAS Öko-Audit, das von der Europäischen Union entwickelt wurde. Eine Umfrage im Jahr 1999 bei über 1000 Unternehmen zeigte im Ergebnis eine Reihe von Vorteilen in folgenden Bereichen:
- Rechtssicherheit
- Image des Unternehmens
- Mitarbeitermotivation
- Ressourcenschonung
- Anlagensicherheit

Europaweit waren 10.447 Standorte mit 3.341 Unternehmen im Dezember 2014 in den EMAS-Registern der EU-Länder registriert.
Der Konflikt zwischen Ökonomie und Ökologie kann durch eine bewusst ökologieorientierte Unternehmensführung entschärft werden. Wichtig ist dabei vor allem der Einsatz eines Umweltmanagementsystems (UMS) und der Einblick der Führungsspitze des Unternehmens in die Ergebnisdaten des UMS.
Traditionelle Betrachtungen konzentrieren sich nur auf das Innenleben der Unternehmen, z. B. die optimale Kombination der Produktionsfaktoren, und sehen Umweltschutz oft nur als Kostenfaktor. Umfragen bei Unternehmen zeigen teilweise ein anderes Ergebnis. Kosteneinsparungen zeigen sich vor allem bei der Abfallentsorgung und im Energieverbrauch.
Aus einem erweiterten Umweltbegriff heraus werden auch Aspekte erfasst, die sich im wertorientierten Ansatz und im sozialorientierten Ansatz wiederfinden.

## Wertorientierter Ansatz
Die wertorientierte Unternehmensführung ist ein weiterer Ansatz moderner Unternehmensführung geworden. Bei dem Unternehmenswert im Sinne des wertorientierten Ansatzes handelt es sich um einen berechneten Wert, der sich nicht allein an beobachteten Preisen (bspw. dem Börsenkurs der Aktien) orientiert. Die wertorientierte Unternehmensführung stellt die Interessen der Kapitalgeber in den Vordergrund und konzentriert sich als Shareholder-Value-Ansatz auf die Bestands- und Überlebenssicherungspolitik des Unternehmens. Dabei zielt die wertorientierte Unternehmensführung darauf ab, den Unternehmenswert gegenwärtig und zukünftig so zu steigern, dass die finanziellen Ziele der Eigentümer erreicht werden und der Unternehmenswert dauerhaft gesteigert wird, wodurch das Eigenkapital und wiederum die Renditen der Kapitalgeber maximiert werden. Dies erhöht die Attraktivität des Unternehmens und sichert die Verfügbarkeit zukünftig benötigter liquider Mittel. Die Motivation der Manager, im Sinne der Eigentümer zu handeln, kann durch die Zurverfügungstellung finanzieller Mittel gestärkt werden.
Der Unternehmenswert selbst ergibt sich durch die Diskontierung der erwarteten zukünftigen Erträge unter Einbeziehung der tatsächlichen Risiken. Damit unterscheidet sich dieser von dem Börsenwert. Bei der Berechnung des Unternehmenswertes im Sinne der Wertorientierung ist zu beachten, dass die Kapitalkosten risikogerecht einbezogen werden. Kapitalmarkt- und Wertorientierung unterscheiden sich darüber hinaus dahingehend, dass sich erstere an den oftmals kurzfristigen Kapitalmarktinteressen und letztere an der langfristigen Wertsteigerung des Unternehmens orientiert.

### Strategien der Unternehmenswertsteigerung
- Steigerung der Rentabilität durch Kostensenkung, Preiserhöhungen und Volumensteigerungen (auch durch Internationalisierung, Übernahmen, Fusionen usw.)
- Verbesserung der Kapitalproduktivität zum Beispiel durch Verkauf nicht betriebsnotwendigen Anlagevermögens etc.
- Senkung der Kapitalkosten durch Optimierung der Finanzierungsstruktur (dabei werden nicht die tatsächlichen Kapitalkosten in Anschlag gebracht, sondern sie werden nach dem Opportunitätskostenprinzip berechnet)
- Optimierung des Portfolios durch Investitionen in Bereiche, in denen die Kapitalrendite nachhaltig über den Kapitalkosten liegt
- Erweiterung und Bindung eines Kundenstamms
- Wertsteigerung durch starke Marken

### Wertorientierte Kennzahlen
Die folgenden Kennzahlen stellen nur eine Auswahl dar:
- Economic Value Added (EVA)
- Market Value Added (MVA)
- Cashflow Return on Investment (CFROI)
- Cash flow at Risk (CFaR)
- Cash Value Added (CVA)
- Discounted Cashflow-Verfahren (DCF)

In den letzten Jahrzehnten wurden weitere Kennzahlen entwickelt.

### Ansätze zur Instrumentalisierung der wertorientierten Unternehmensführung
- Der Stakeholder-Ansatz ist auf die Interessen der Anspruchsgruppen des Unternehmens gerichtet, d. h. auf z. B. die Mitarbeiter, Kunden, Lieferanten, Banken, den Staat, und zielt damit auf die langfristige Unternehmenspolitik ab.

Der Begriff Stakeholder charakterisiert dabei die Personen oder Gruppen, die Ansprüche an oder Eingriffsmöglichkeiten in das Unternehmen haben und die deshalb als relevant einzustufen sind. Die Unternehmenspolitik zielt damit besonders auf die Identifizierung und Schaffung neuer Erfolgspotentiale, entsprechend wird dieser Ansatz als entwicklungsorientierte oder progressive Unternehmenspolitik bezeichnet.
- Der Balanced-Scorecard-Ansatz geht auf Robert S. Kaplan und David P. Norton zurück, die mit diesem Begriff ein Managementsystem zur strategischen Führung mit Kennzahlen benennen (balanced = bilanzierend bzw. scorecard = Ergebniskarte). Die Scorecard schafft mit ihren Kennzahlen einen Diskussionsrahmen und eine Sprache, die eine wertorientierte Unternehmensstrategie zu vermitteln versucht.

## Sozialorientierter Ansatz
Die Unternehmensführung wird in Ziel und Weg in hohem Maße von der gegebenen Gesellschafts- und der Wirtschaftsordnung bestimmt. Sie setzen den Rahmen, in dem ein Unternehmen tätig sein kann. Zudem können die Sozial- und Verhaltenswissenschaften der Managementlehre eine wertvolle Theoriebasis liefern. Diskussionen über den Sinn und Zweck der wertorientierten Unternehmensführung halten auch den sozialorientierten Ansatz von Konrad Mellerowicz für noch aktuell und zeitgemäß.
Nach seiner Auffassung besteht die Aufgabe der Unternehmensführung nicht allein darin, eine hohe Wirtschaftlichkeit bzw. Produktivität zu erzielen, sondern auch auf die Verwirklichung von Humanität zu achten. Bei der Suche nach einem Zielkompromiss sollte die Unternehmensleitung weitere Folgen für das Unternehmen und die in ihm arbeitenden Menschen bedenken:
- Werden humane Ziele von der Unternehmensleitung ignoriert, können die Mitarbeiter (und u. U. auch Kunden des Unternehmens) unzufrieden reagieren und ihren Unwillen zeigen. Ungerechtigkeiten können in der Öffentlichkeit zu Unruhe führen.
- Wenn humane Ziele einseitig zu Lasten der ökonomischen Zielerfüllung angestrebt werden, sinkt die Wirtschaftlichkeit, weil die Kostenbelastung für das Unternehmen nicht mehr tragbar ist. Bei zurückgehenden Erträgen oder Verlusten ist der Bestand eines Unternehmens gefährdet, was sich wiederum negativ auf die Beschäftigung der Mitarbeiter auswirken wird.

Die Unternehmensleitung sollte stets sorgsam abwägen, welche Vor- bzw. Nachteile mit ihren Entscheidungen verbunden sind.
Im Anschluss an Forderungen und Beobachtungen von Reinhard K. Sprenger und Ulrich Beck gibt es auch am menschlichen Individuum orientierte Ansätze, zum Beispiel die bei dm-drogerie markt praktizierte, von Karl-Martin Dietz und Thomas Kracht ausgearbeitete Dialogische Führung. Hierbei geht es um die Frage, wie möglichst viele Mitarbeiter eines Unternehmens oder einer Organisation in eine individuelle unternehmerische Disposition gelangen und fruchtbar zusammenarbeiten können.

## Ebenenorientierter Ansatz
Traditionell bilden die Führungsebenen einen wesentlichen Ansatz der Unternehmensführung bzw. des Managements. Dabei ist eine Führungsebene ein strukturelles Merkmal, das eine Stufe der gesamten betrieblichen Organisationsstruktur verkörpert. In Theorie und Praxis gelten die Ebenen des Top-, Middle- und Lower-Managements als wesentliche Führungsebenen. In der deutschsprachigen betriebswirtschaftlichen Literatur werden unterschieden:
- Die normative, strategische und operative Führungsebene nach Bleicher,[22] Dillerup/Stoi, Hungenberg/Wulf. Die normative Ebene als Gestaltungsrahmen der Unternehmensführung wird in Form der übergeordneten Ziele, Werte und Normen von der strategischen Ebene abgekoppelt. Die Träger der operativen Führungsebene setzen die Vorgaben der genannten Ebenen in die Realität um. Diese Dreiteilung des Managements ist Teil des St. Galler Management-Modells.
- Die strategische, taktische und operative Führungsebene nach Bamberger/Wrona[23] Knöll/Schulz-Sacharow/Zimpel, Olfert/Pischulti, Rahn, Wild und Töpfer. Die strategische Unternehmensführung wird vom Top-Management durchgeführt (z. B. vom Unternehmer bzw. Unternehmensleiter), welche die Normen und Strategien für das Unternehmen festlegen.

Die besondere Bedeutung der taktischen Ebene (z. B. Middle Management: Abteilungsleiter) liegt in der unverzichtbaren Bindung zwischen strategischer und operativer Ebene. Das Lower Management in letzterer Führungsebene (z. B. Gruppenleiter, Meister) hat die Aufgabe, die Ziele und Pläne der übergeordneten Ebenen durch den Einsatz der Mitarbeiter in konkrete Maßnahmen und Handlungen umzusetzen, diese entsprechend einzuteilen und deren Arbeitsprozess zu überwachen und korrektiv einzugreifen.
In der betriebswirtschaftlichen Menschenführung werden im Gegensatz zum Militär, aus dem drei die folgenden Begriffe stammen, die Ebenen anders definiert: strategisch, taktisch, operativ. Dabei werden die beiden letzten Begriffe vertauscht angewandt. In einigen wissenschaftlichen Betrachtungen zur betriebswirtschaftlichen Menschenführung werden diese Begriffe aber auch in der Reihenfolge der ursprünglichen militärischen Anwendungsabfolge eingesetzt. Die Hierarchie auch von zivilen Führungsebenen orientiert sich dabei, trotz dieser anderen Abfolge, an den Hierarchieebenen des Militärs mit der höchsten Führungsebene der Generäle, über die gehobene Führungsebene der Stabsoffiziere, die mittlere Führungsebene der Offiziere des Truppendienstes bis zur unteren Führungsebene der Unteroffiziere, welche die Mitarbeiter führt, im Militär Soldaten, auch als Mannschaften bezeichnet. Jede dieser Führungsebenen ist in sich auch im zivilen Bereich abgestuft, dort meist über das Gehalt, aber auch wie im Militär mit unterschiedlichen Funktionsbezeichnungen.
In der englischsprachigen Literatur wird meist nur zwischen zwei Führungsebenen unterschieden, der strategischen und der operativen. Generell gilt, dass zum Beispiel der Aufsichtsrat zur strategischen Ebene gehört.